# Strada europea E23
La strada europea E23 è un asse viario misto di classe A intermedia Nord-Sud.
Collega la città di Metz a quella svizzera di Losanna con un percorso snodato per la maggior parte nel paese francese.

## Percorso
| E23 METZ - LOSANNA  |            |                                                  |                  |
| Stato               | Tipologia  | Tratto                                           | Interconnessioni |
| Francia (bandiera)  | Autostrada | Metz - Nancy                                     | E21, E25, E50    |
| Francia (bandiera)  | Autostrada | Nancy - Houdemont                                | E21              |
| Francia (bandiera)  | Autostrada | Houdemont - Flavigny-sur-Moselle                 |                  |
| Francia (bandiera)  | N57        | Flavigny-sur-Moselle - Frotey-lès-Vesoul         | E54, E512        |
| Francia (bandiera)  | N19        | Frotey-lès-Vesoul - Vesoul                       | E54              |
| Francia (bandiera)  | D457       | Vesoul - Vallerois-Lorioz                        |                  |
| Francia (bandiera)  | N57        | Vallerois-Lorioz - Besançon                      | E60              |
| Francia (bandiera)  | N1057      | Variante a nord-ovest di Besançon                |                  |
| Francia (bandiera)  | N273       | Variante a sud-ovest di Besançon                 |                  |
| Francia (bandiera)  | D683       | Variante a sud di Besançon                       |                  |
| Francia (bandiera)  | N57        | Besançon - Confine di stato presso Les Tavins    |                  |
| Svizzera (bandiera) | Autostrada | Confine di Stato presso Le Creux - Essert-Pittet | E25              |
| Svizzera (bandiera) | Autostrada | Essert-Pittet - Ecublens                         | E25, E62         |
| Svizzera (bandiera) | Autostrada | Ecublens - Losanna                               |                  |